# جروة (يافع)

تعديل مصدري - تعديل

جروة هي إحدى قرى عزلة لبعوس بمديرية يافع التابعة لمحافظة لحج، بلغ تعداد سكانها 673 نسمة حسب تعداد اليمن لعام 2004.